# Kvarsebo kyrka
Kvarsebo kyrka är en kyrkobyggnad i Kvarsebo i Linköpings stift som ligger i Östergötland. Den är församlingskyrka i Kolmårdens församling.
Kyrkans gatuadress är Kvarsebovägen 126, 618 93 Kolmården.

## Kyrkobyggnaden
Kyrkan i Kvarsebo är byggd av ortsborna själva. Den kyrka som fanns på platsen tidigare kallades Kristine Kapell, men med åren blev den alltmer illa medfaren. Från början var Kvarsebo inte ett eget pastorat och under de perioder då isen varken bar eller brast var det svårt för prästen att komma. Befolkningen vädjade då i ett brev till drottning Kristina om att få bli ett eget pastorat, vilket också beviljades.
Under 1700-talet försökte folket få ihop pengar till en ny kyrka. De blev beviljade att ta upp kollekt från stiftet vid tre tillfällen. Detta var emellertid under Karolinertiden och krig härjade i landet. Det var inte mycket befolkningen kunde samla ihop och de insamlande medlen täckte inte ens en tiondel av kostnaderna. Befolkningen byggde då själva kyrkan på sin nuvarande plats och på juldagen 1808 hölls den första mässan i den nya kyrkan. På platsen där en gamla kyrkan stått restes ett kors. Kyrkogården anlades samtidigt med kyrkan. En minneslund anlades på 1990-talet.

## Inventarier
- Altartavlan är målad 1810 av Pehr Hörberg. Dess motiv är Kristus i Getsemane.
- Predikstolen tillverkades 1750 av bildhuggaren Niclas Österbom i Norrköping. Tidigare fanns predikstolen i Östra Husby kyrka.

### Orgel
- 1852 bygger Johan Lund, Stockholm en mekanisk orgel. 1917 och 1930 omdisponerades orgeln av A Magnussons Orgelbyggeri AB, Göteborg. Den renoveras och återdisponerades 1974 av Bröderna Moberg, Sandviken. Orgeln har ett tonomfång på 54/25.

| Manual          | Pedal   |
| Borduna 16’     | Bihängd |
| Principal 8’    |         |
| Dubbelflöjt 8'  |         |
| Fugara 8'       |         |
| Octava 4'       |         |
| Salicet 4'      |         |
| Octava 2'       |         |
| Mixtur 3-4 chor |         |
| Trumpet 8'      |         |
| Tremulant       |         |

- J Künkels Orgelverkstad AB, Lund bygger en mekanisk kororgel.

| Manual        | Pedal      | Koppel  |
| Gedackt 8’    | Sordun 16' | Man/Ped |
| Rörflöjt 4'   |            |         |
| Blockflöjt 2' |            |         |
| Sifflöjt 1'   |            |         |